# ایزونیکوتینیک اسید
ایزونیکوتینیک اسید (به انگلیسی: Isonicotinic acid) با فرمول شیمیایی C6H5NO2 یک ترکیب شیمیایی است؛ که جرم مولی آن ۱۲۳٫۱۱ g/mol می‌باشد. شکل ظاهری این ترکیب، جامد بلوری سفید است.

## نگارخانه